# Cameron (Carolina del Sur)
Cameron es un pueblo ubicado en el condado de Calhoun en el estado estadounidense de Carolina del Sur. El pueblo en el año 2000 tiene una población de 449 habitantes en una superficie de 8.1 km², con una densidad poblacional de 55.3 personas por km². 

## Geografía
Cameron se encuentra ubicado en las coordenadas 33°33′27″N 80°42′55″O / 33.55750, -80.71528. Según la Oficina del Censo, el pueblo tiene un área total de 8,1 km² (3,1 mi²), de la cual 8,1 km² (3,1 mi²) es tierra y 0 km² (0 mi²) (0.0%) es agua.

### Localidades adyacentes
El siguiente diagrama muestra a las localidades en un radio de 16 kilómetros (9,9 mi) de Cameron.

## Demografía
En el 2000 la renta per cápita promedia del hogar era de $39.792, y el ingreso promedio para una familia era de $50.000. El ingreso per cápita para la localidad era de $22.463. En 2000 los hombres tenían un ingreso per cápita de $33.542 contra $20.417 para las mujeres. Alrededor del 12.50% de la población estaba bajo el umbral de pobreza nacional. 

## Economía
La ciudad es conocida por su base económica agrícola. Las principales industrias dentro de la ciudad son: Cameron Mattress Factory (fábrica de colchones, fabricantes de Spring Air), Cameron Cotton & Seed Company (una desmotadora de algodón y la empresa de depósito), Carolina del Maní, LLC, y Goldern núcleo Pecan Company.